# Rosa 'Chrysler Imperial'
'Chrysler Imperial' (el nombre de la obtención registrada de 'Chrysler Imperial'® ), es un cultivar de rosa que fue conseguido en California en 1952 por el rosalista estadounidense Lammerts.

## Descripción
'Chrysler Imperial' es una rosa moderna cultivar del grupo Grandiflora.
El cultivar procede del cruce de 'Charlotte Armstrong' x 'Mirandy' (Híbrido de té, Lammerts, 1944).
Las formas arbustivas del cultivar tienen porte erguido y alcanza de 75 a 185 cm de alto con 60 a 120 cm de ancho. Las hojas son de color verde oscuro y semibrillante.
Sus delicadas flores de color rojo oscuro. Fragancia fuerte. Rosa de diámetro medio de 5" con 45 a 50 pétalos. Grandes, completos. La flor con forma amplia, muy doble de 26 a 40 pétalos, generalmente en flor solitaria. En pequeños grupos, capullos altos centrados, floración en forma de copa. 
Florece en oleadas a lo largo de la temporada. Primavera o verano son las épocas de máxima floración, si se le hacen podas más tarde tiene después floraciones dispersas.

## Origen
El cultivar fue desarrollado en California por el prolífico rosalista estadounidense Lammerts en 1952. 'Chrysler Imperial' es una rosa híbrida tetraploide con ascendentes parentales de 'Charlotte Armstrong' x 'Mirandy'.
La obtención fue registrada bajo el nombre cultivar de 'Chrysler Imperial'® por Lammerts en 1952 y se le dio el nombre comercial de exhibición 'Chrysler Imperial'™.
- La rosa fue creada por Lammerts en Armstrong Nurseries, California antes de 1952 e introducida en el resto de los Estados Unidos por "Germain's (Germain Seed & Plant Co.)" en 1952 como 'Chrysler Imperial'.[1]
- La rosa 'Chrysler Imperial' fue introducida en Estados Unidos con la patente "United States - Patent No: PP 1,167".[1]

Se le dio este nombre debido a una asociación oficial con Chrysler Corporation (fabricantes del automóvil "Chrysler Imperial")

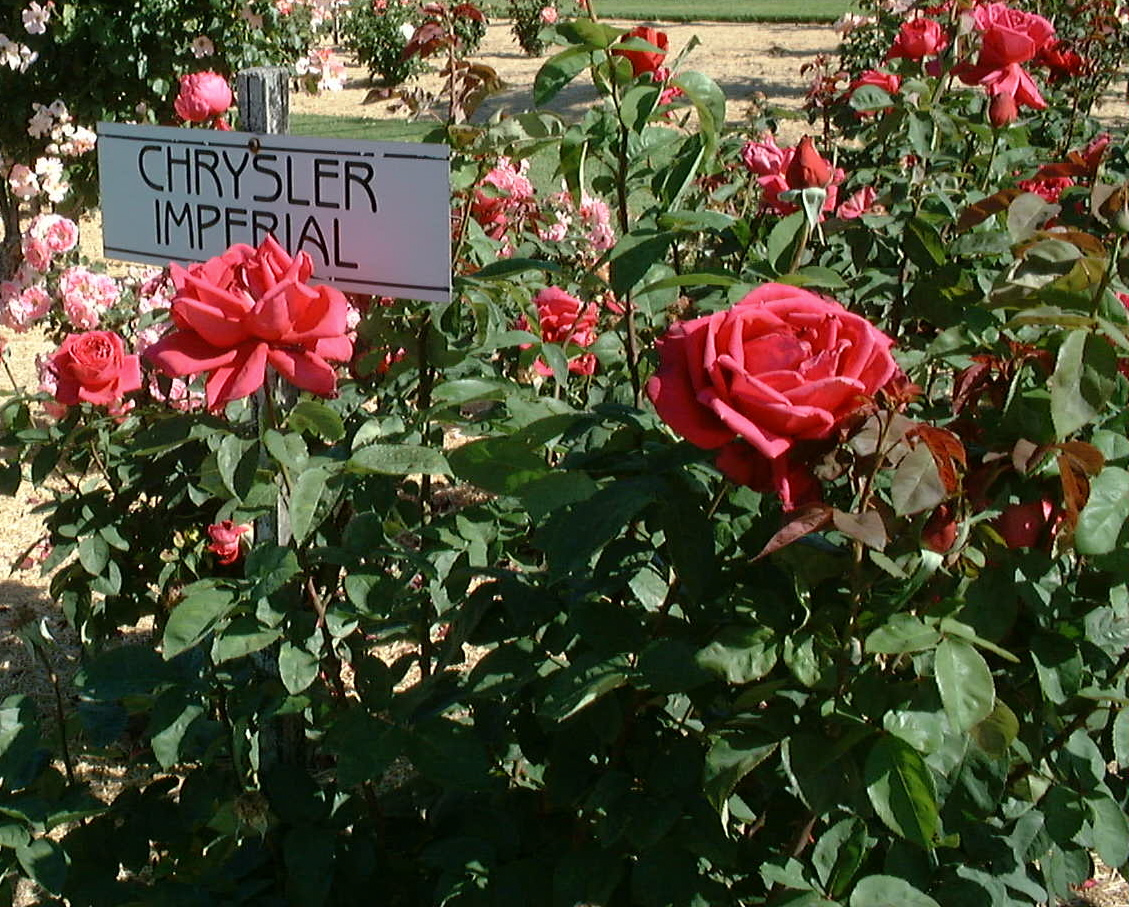
'Chrysler Imperial'
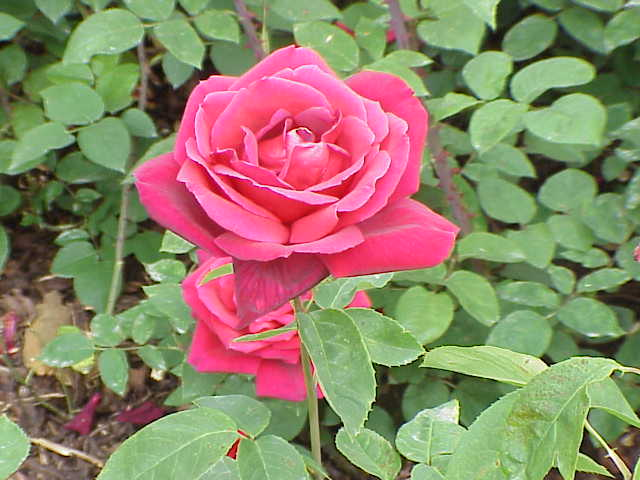
'Chrysler Imperial' inusualmente pálido.

## Premios y galardones
- Portland Gold Medal 1951
- All-America Rose Selection 1953
- John Cook Medal 1964
- James Alexander Gamble Rose Fragrance Award 1965

## Cultivo
Aunque las plantas están generalmente libres de enfermedades, es posible que sufran de punto negro en climas más húmedos o en situaciones donde la circulación de aire es limitada. Es susceptible al mildiu.
Las plantas toleran la sombra, a pesar de que se desarrollan mejor a pleno sol. En América del Norte son capaces de ser cultivadas en USDA Hardiness Zones 6b a 9b. La resistencia y la popularidad de la variedad han visto generalizado su uso en cultivos en todo el mundo.
Puede ser utilizado para las flores cortadas, o jardín. Vigorosa. En la poda de Primavera es conveniente retirar las cañas viejas y madera muerta o enferma y recortar cañas que se cruzan. En climas más cálidos, recortar las cañas que quedan en alrededor de un tercio. En las zonas más frías, probablemente hay que podar un poco más que eso. Requiere protección contra la congelación de las heladas invernales.

## Obtencionesyvariedadesderivadas
Debido a las características deseables de la rosa 'Chrysler Imperial', se ha utilizado como ascendente parental en cruces con otras variedades para conseguir híbridos obtentores de nuevas rosas, así:

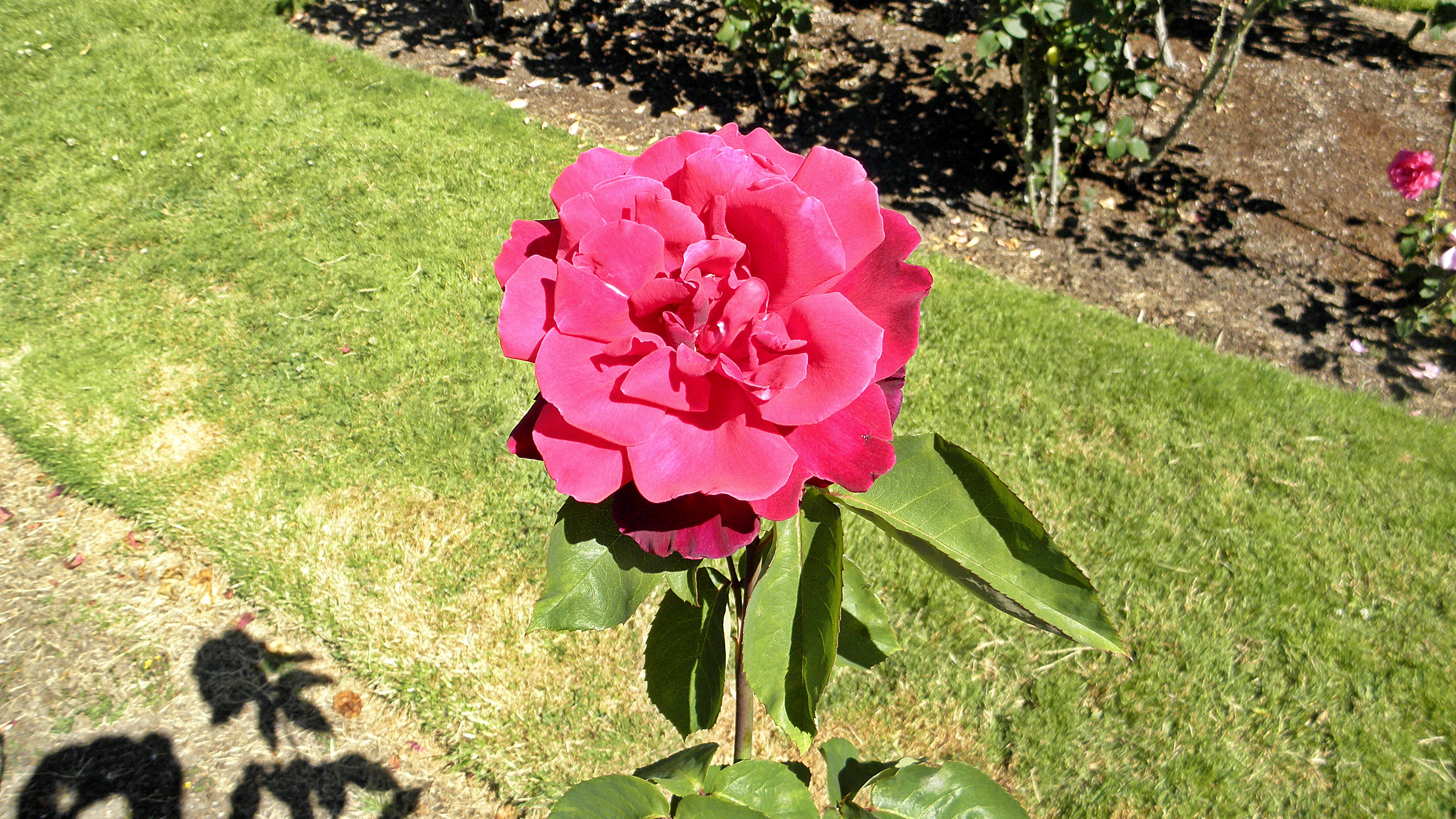
'Oregon Centennial', Abrams 1958. Rosa híbrido de cruce con ascendentes parentales de 'Charles Mallerin' x ('Charles Mallerin' x 'Chrysler Imperial').
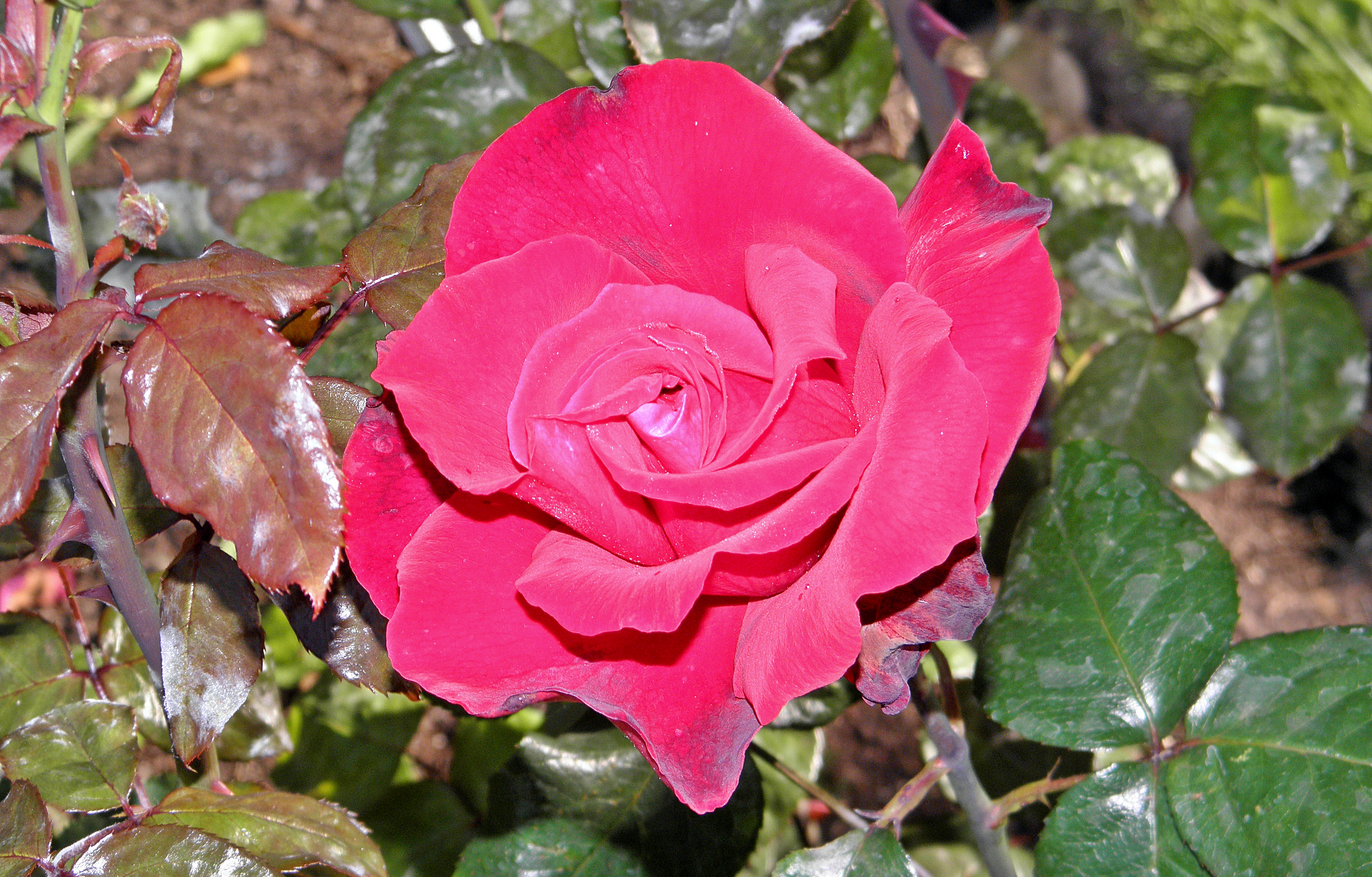
'Polonaise', Von Abrams 1961. Rosa híbrido de cruce con ascendentes parentales de 'Carrousel' x ('Chrysler Imperial' x planta de semillero).
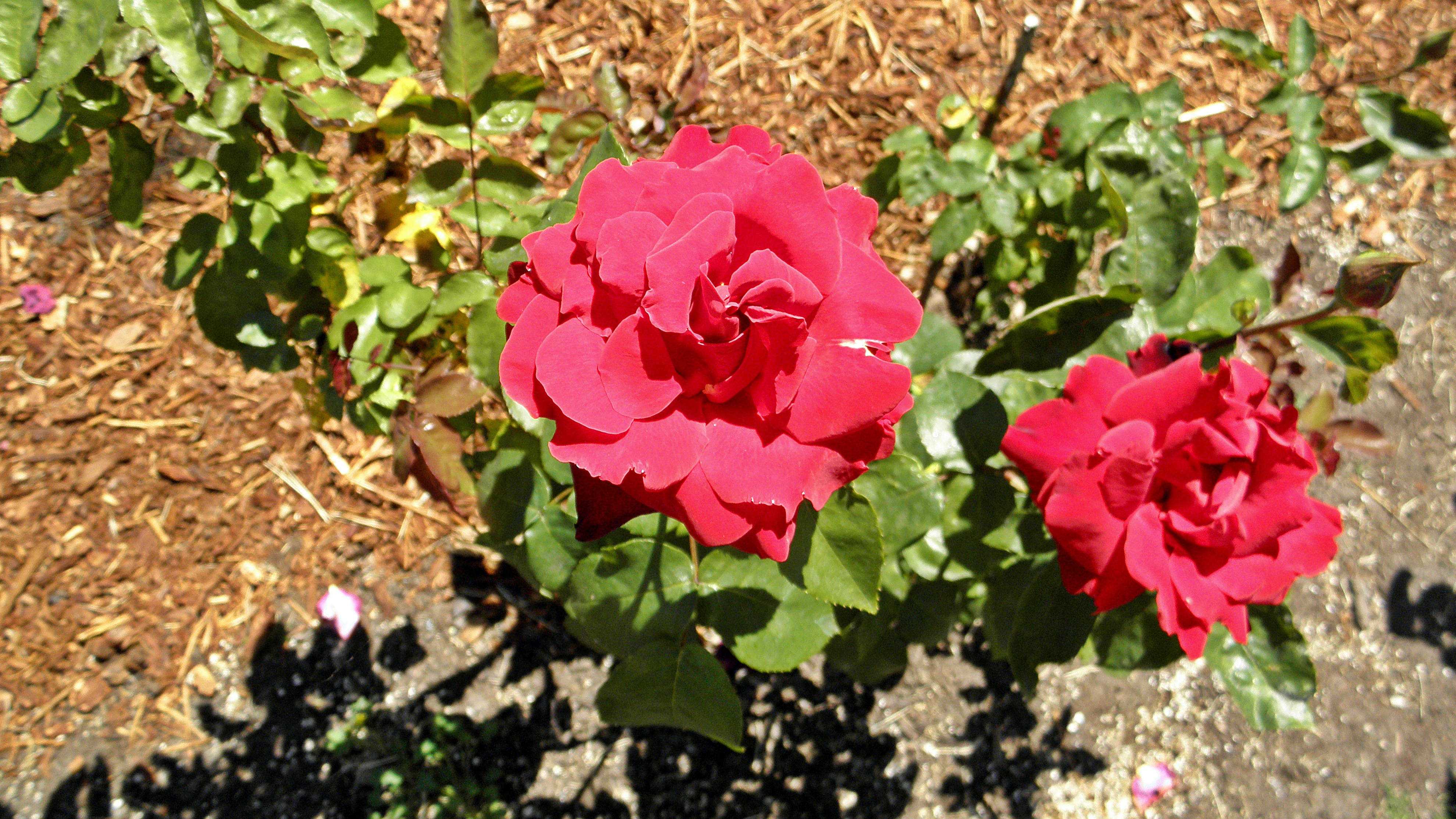
'Jantzen Girl', Von Abrams 1961. Rosa híbrido de cruce con ascendentes parentales de 'Carrousel' x ('Chrysler Imperial' x planta de semillero).
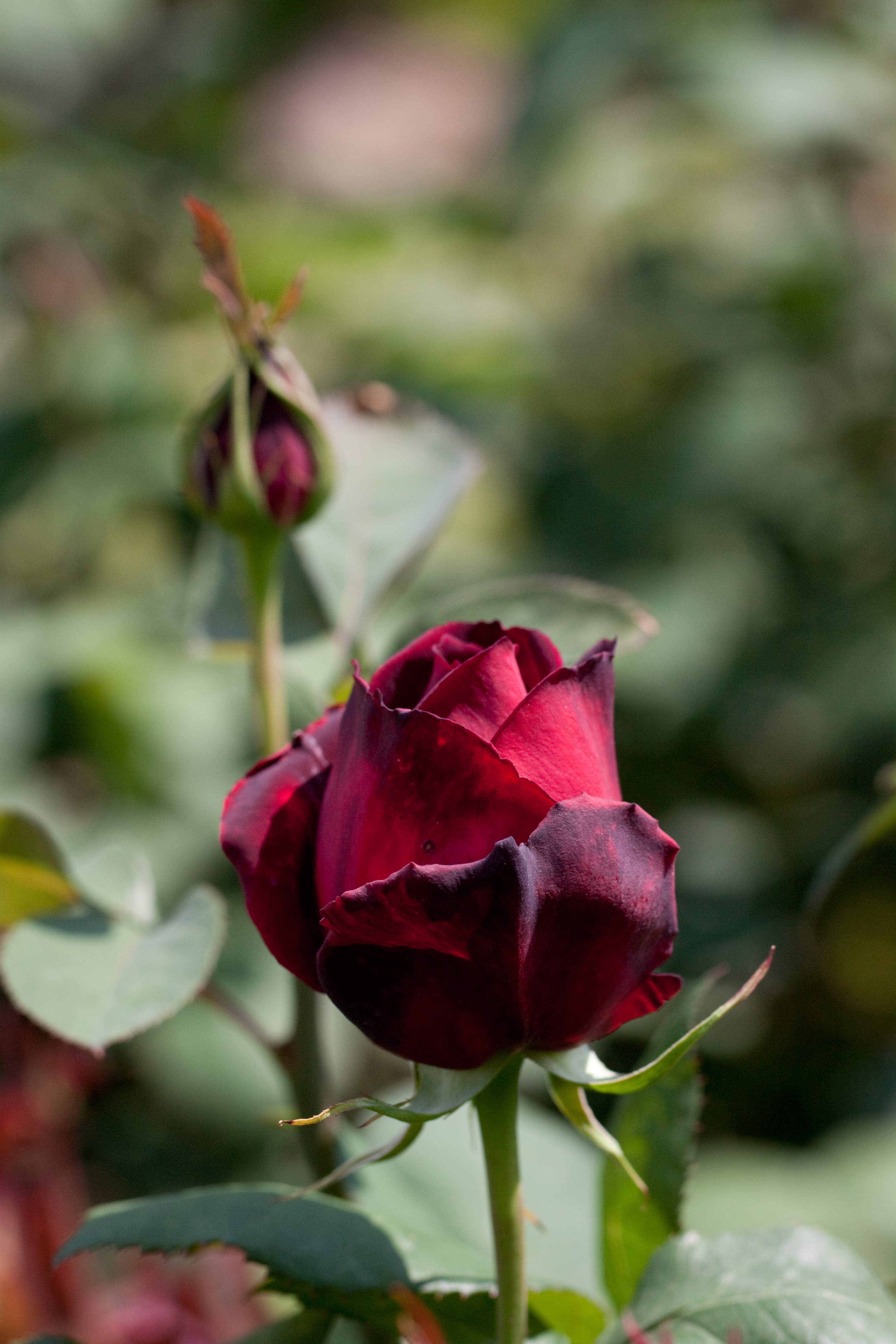
'Oklahoma', Swim & Weeks 1963. Rosa híbrido de cruce con ascendentes parentales de 'Chrysler Imperial' x 'Charles Mallerin'.
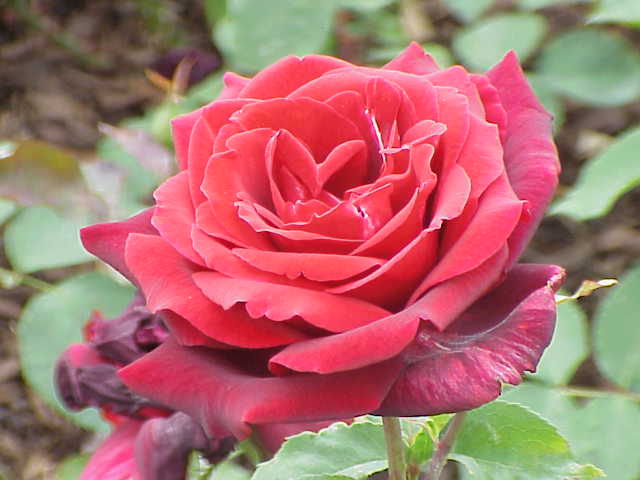
'Papa Meilland', Meilland 1963. Rosa híbrido de cruce con ascendentes parentales de 'Chrysler Imperial' x 'Charles Mallerin'.
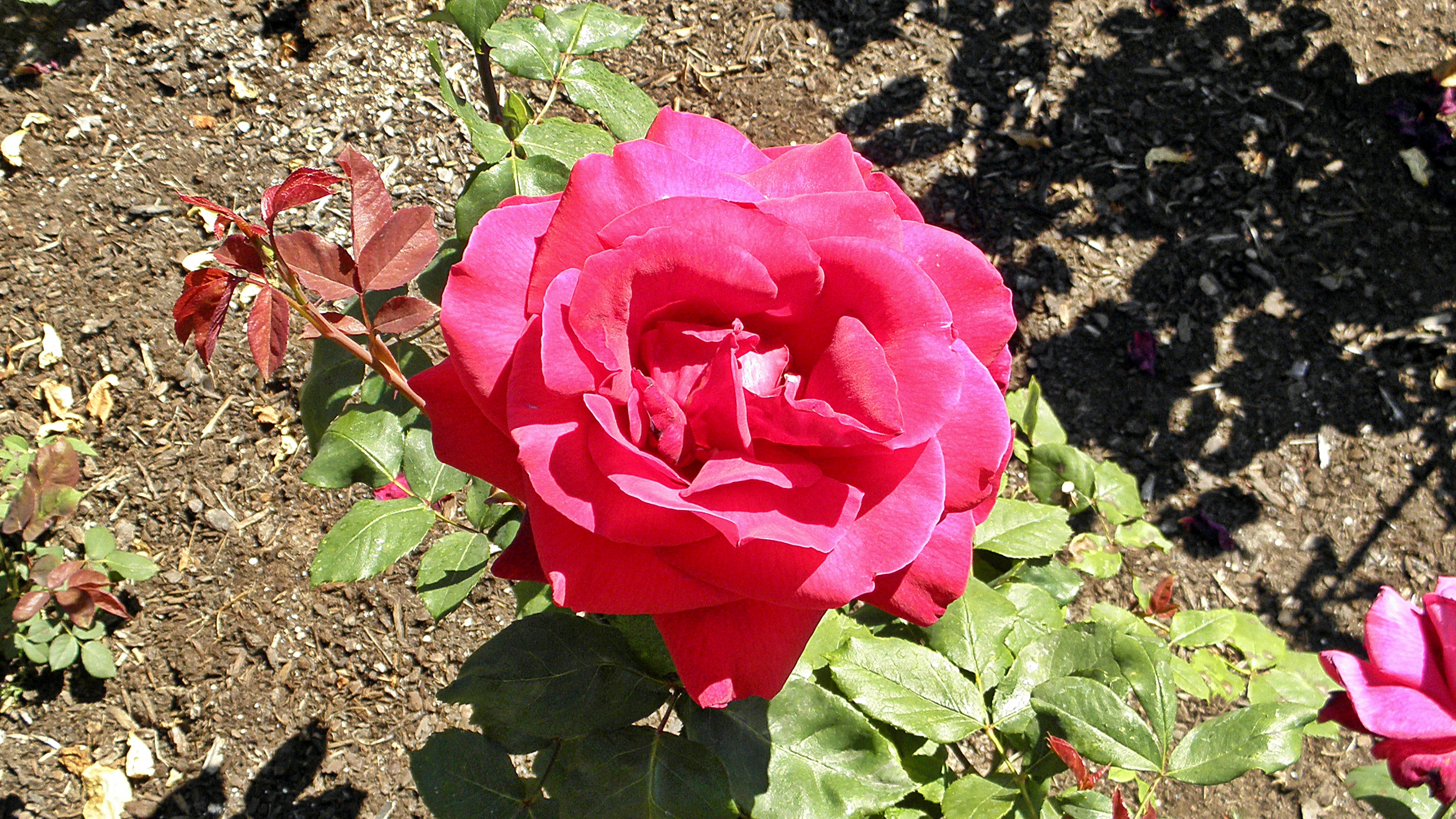
'Mister Lincoln', Swim & Weeks 1964. Rosa híbrido de cruce con ascendentes parentales de 'Chrysler Imperial' x 'Charles Mallerin'.
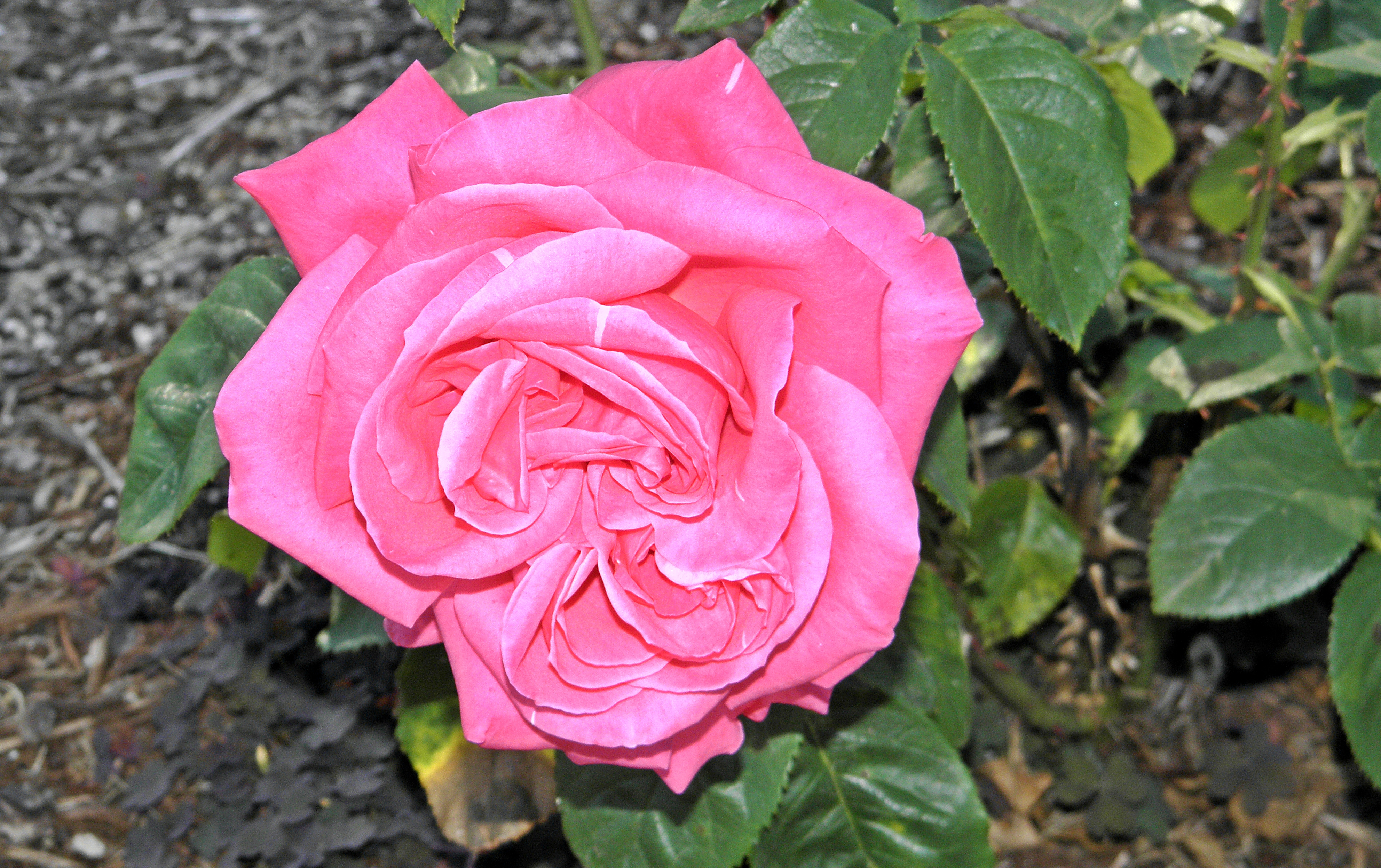
'Miss All American Beauty', Meilland 1965. Rosa híbrido de cruce con ascendentes parentales de 'Chrysler Imperial' x 'Karl Herbst'.
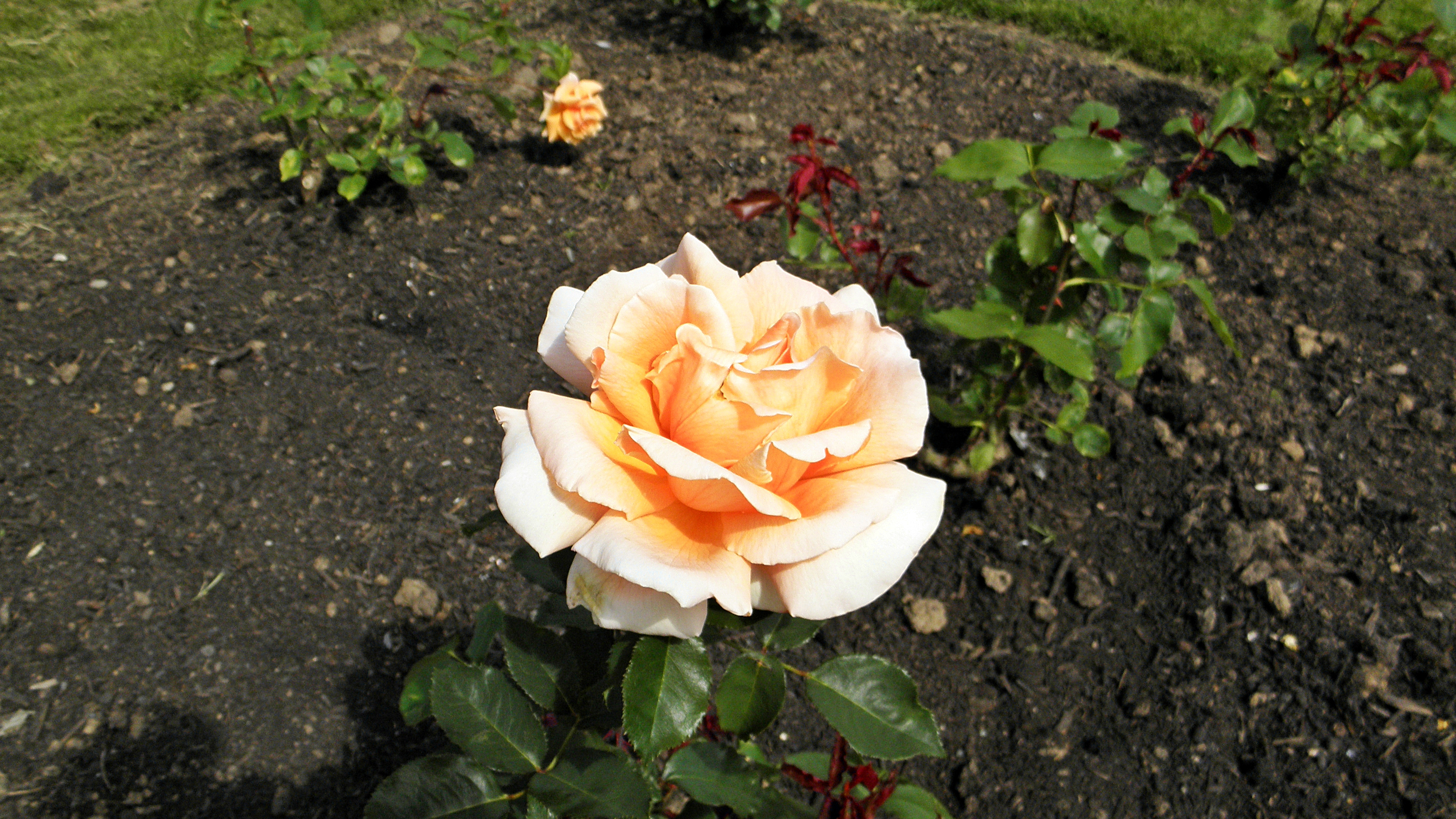
'Jadis', Warriner 1974. Rosa híbrido de cruce con ascendentes parentales de 'Chrysler Imperial' x 'Virgo'.
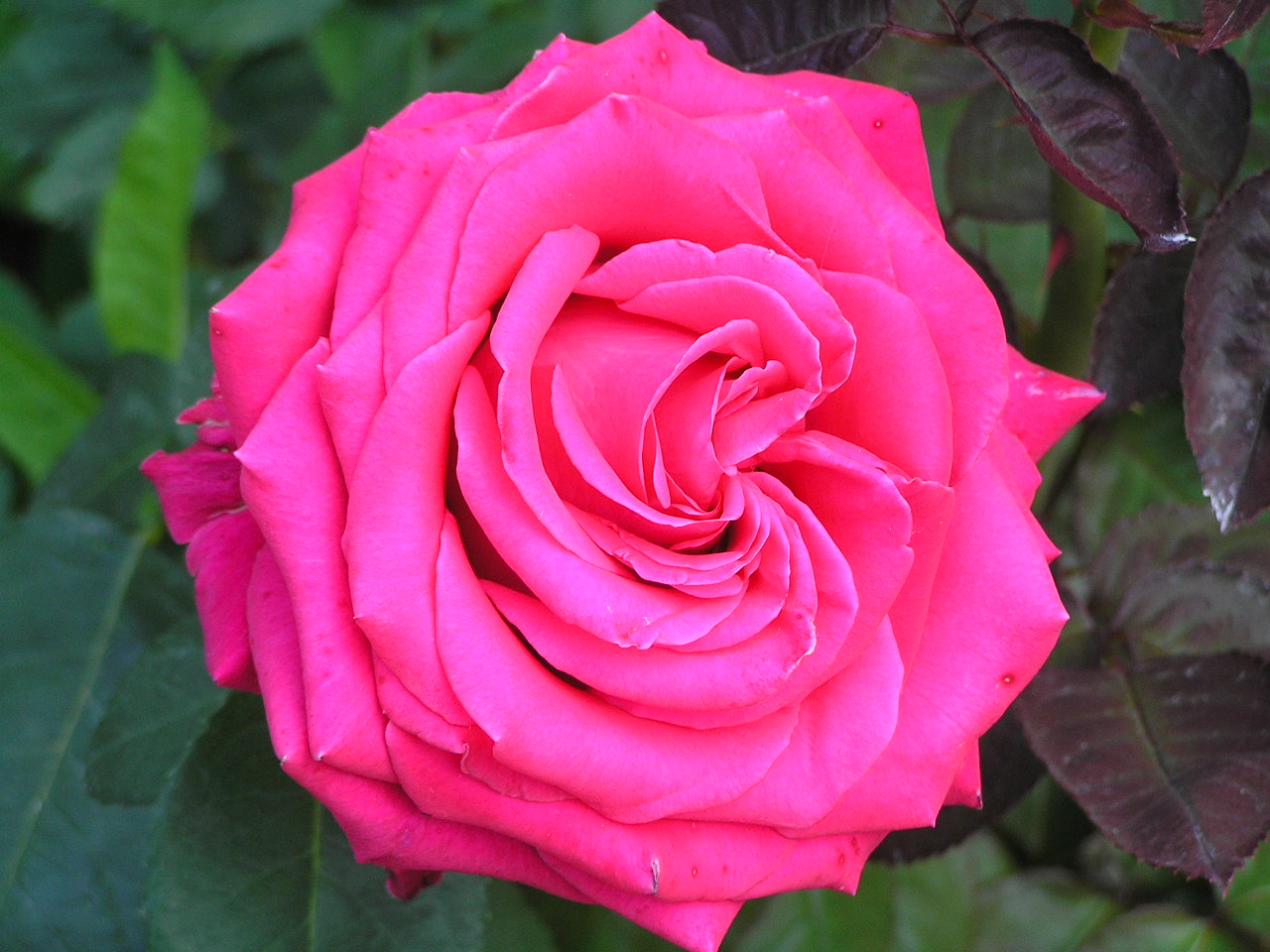
'Chiyo', Ota 1975. Rosa híbrido de cruce con ascendentes parentales de 'Karl Herbst' x 'Chrysler Imperial'.
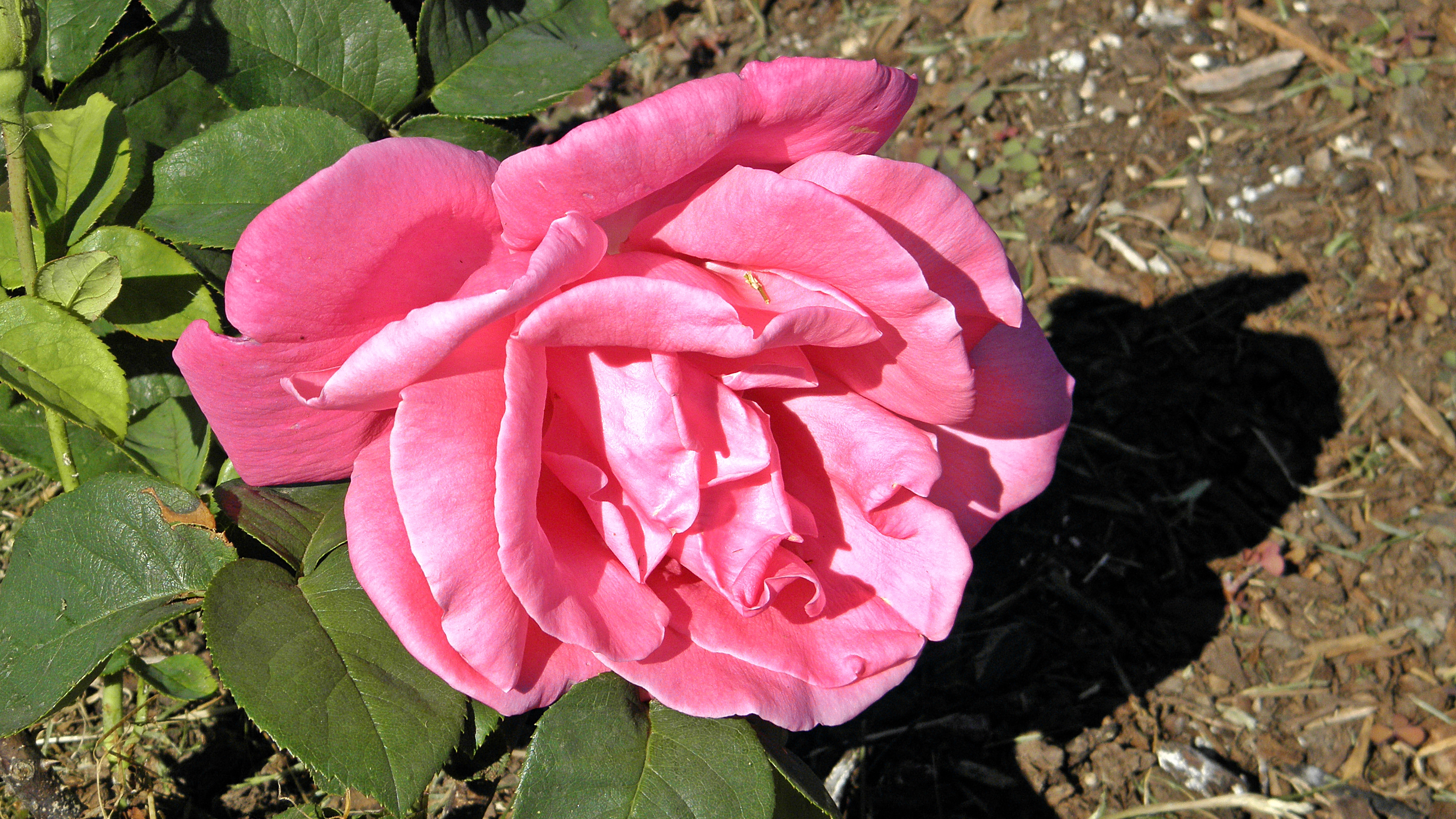
'Perfume Delight', Swim & Weeks 1973. Rosa híbrido de cruce con ascendentes parentales de Semillas: ('Pharaoh' x 'Peace') x ('Chrysler Imperial' x 'Charles Mallerin') y Polen: 'Tamango' ®.
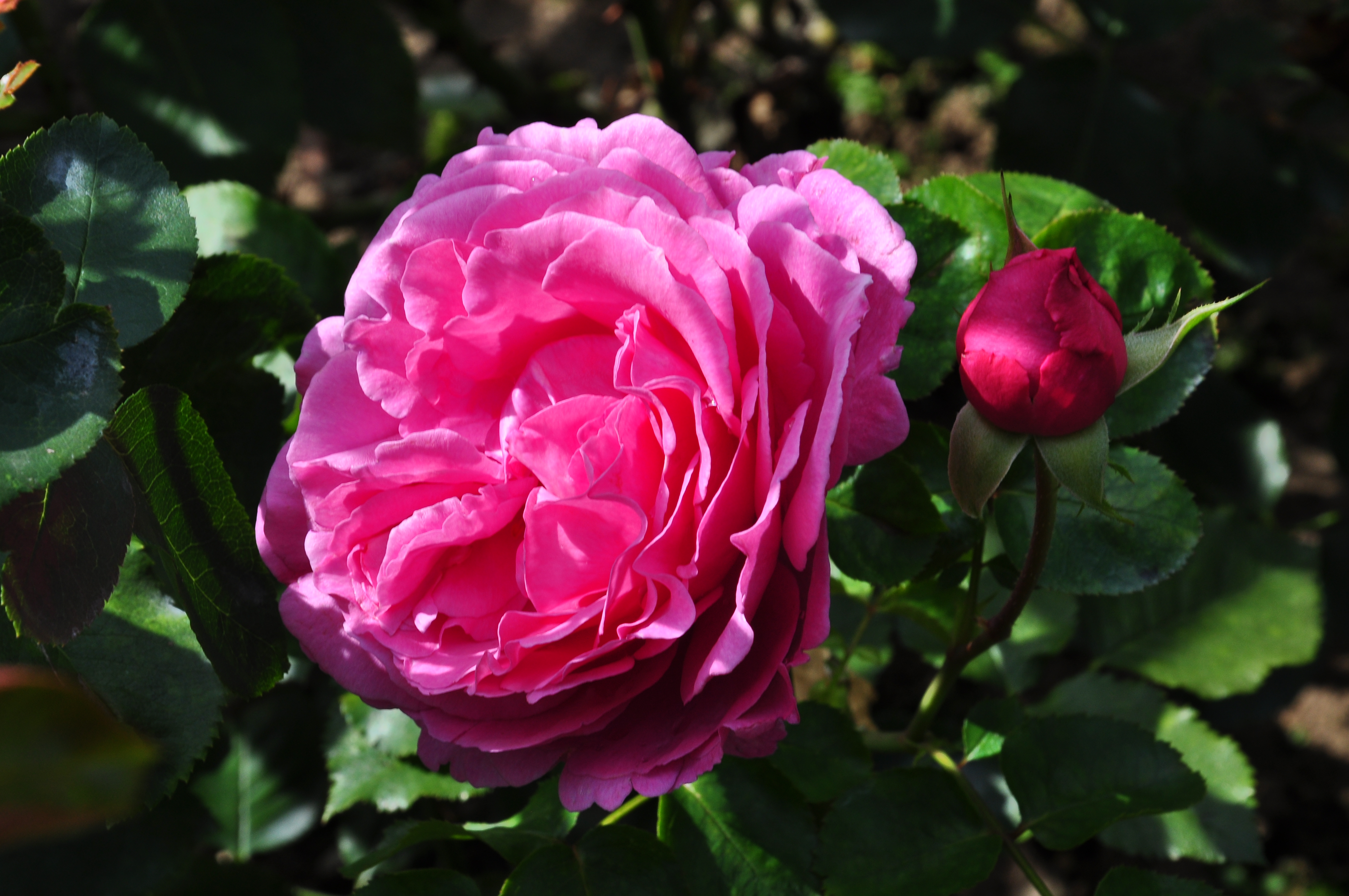
'Yves Piaget', Meilland 1983. Rosa híbrido de cruce con ascendentes parentales de Semillas: 'Peace' y Polen: [ ('Happiness' x 'Chrysler Imperial') x 'El Capitan' ].